# Хазри (ветер)
Хазри (азерб. Xəzri, также ещё называемый Апшеронским или Бакинским нордом) — холодный северо-каспийский морской ветер, который в течение года дует через Апшеронский полуостров, особенно вблизи Баку. Хазри является прибрежным ветром с сильным штормом и одним из преобладающих ветров в этом районе. Вследствие того, что скорость хазри иногда может превышать 29 м/с, он наносит ущерб некоторым секторам экономики, хотя летом обеспечивает прохладную температуру. Хазри противоположен гилавару, тёплому южному ветру, который обычно ощущается в летний период.
Хазри нашёл культурное отражение как в поэзии, так и живописи Азербайджана. 11 февраля 2016 года в бакинской галерее «Натаван» состоялось открытие выставки современной живописи под названием «Ветры Абшерона».